# Kill the Referee
Kill the Referee (original titel: Les Arbitres) er en dokumentarfilm produceret af UEFA (Det europæiske fodboldforbund). Filmen viser livet for topdommere under EM 2008 i Schweiz og Østrig. Filmen blev præsenteret af UEFA på den Internationale Filmfestival i Locarno 2009.
Filmen følger dommertrioerne før, under og efter kampene og sætter fokus på det pres som dommerne lever under ved EM i fodbold.
Dokumentaren indeholder både interviews med dommerne og de originale samtaler fra deres headsets under kampene. Man kan således høre hvordan dommerne internt diskuterer deres kendelser.

## Kampe
Filmen er bygget op omkring en række kampe fra EM slutrunden 2008, hvor man har fokus på den enkelte dommer og hans oplevelser. Man er med i omklædningsrummet før, i halvlegen og efter kampen. Ligesom man er med til UEFA's debriefing efterfølgende.

### Howard Webb
Den engelske dommer Howard Webb havde to kampe under slutrunden. Man følger Webb i kampen:
- Østrig – Polen  1-1 (gruppespil)

Filmen følger Webb og hans linjedommere tæt i kampen mellem Østrig og Polen der endte 1-1. I første halvleg anerkendte Webb Polens scoring til 1-0 selvom den scorende spiller var i tydelig offsideposition og i anden halvlegs overtid dømte Webb et straffespark til Østrig, der gav slutresultatet 1-1.
Webb blev på grund af straffesparket lagt for had i hele Polen, blandt andet kom den polske præsident med dødstrusler i mod ham. Udtalelser han dog trak tilbage hurtigt efter.
Filmen følger Webb og hans familie i dagene efter kampen, hvor trusler, hadevideoer og fjendske journalister er en del af hverdagen for den engelske dommer.
I efterspillet for kampen ser man UEFA's vurdering af Webbs præstation, hvor linjedommeren bliver kritiseret for den fejlagtige offside kendelse i første halvleg. UEFA bakker dommeren op omkring straffesparket, og han bliver rost for kendelsen.

### Roberto Rosetti
Filmens anden hovedperson er italieneren Roberto Rosetti, der dømte 4 kampe ved EM slutrunden, deriblandt finalen mellem Tyskland og Spanien. Man følger ham i kampen:
- Grækenland – Rusland  0-1 (gruppespil)

Man følger Rosettis familie hjemme i Italien, hvor de følger ham i aktion i kampen.
Efterfølgende ser an hvordan han får tildelt finalekampen.